# Basílica de San José Oriol
La basílica de San José Oriol es un templo católico situado en el barrio del Ensanche de Barcelona, en el número 145 de la calle Diputación (entre las calles Conde de Urgel y Villarroel).

## Historia
El proyecto de la iglesia fue anunciado en 1907 por el cardenal Casañas, para erigir un templo dedicado a san José Oriol, ante su futura canonización, que tuvo lugar en 1909. La construcción se inició en 1915, obra del arquitecto Enric Sagnier i Villavecchia, y se inauguró oficialmente en 1926, aunque las obras del campanario y de la fachada no se completaron hasta 1930; las obras fueron finalizadas por Josep Maria Sagnier i Vidal, hijo de Enric. El 23 de marzo de 1931, fiesta de San José Oriol, fue consagrado por el obispo de Barcelona Manuel Irurita.
El 15 de mayo de 1936 recibió el título de Basílica menor, concedido por el papa Pío XI. Fue la quinta iglesia de Barcelona que consiguió este título.
La iglesia fue incendiada el mes de julio de 1936, y fue reconstruida una vez acabada la Guerra Civil. La reconstrucción del templo fue lenta, tardando unos doce años. En 1965 se celebraron por primera vez misas en catalán. En 1982 se restauraron los campanarios.

## El edificio
El templo consta de tres naves y crucero. La fachada, con dos torres gemelas, es de aspecto renacentista. Se abre con un triple portal de arcos de medio punto y una galería con cinco aberturas. Entre ellas hay un friso de mosaico veneciano, colorista, que conmemora la canonización de San José Oriol y la ofrenda del templo, posiblemente de Enric Querol.
Este templo representa una innovación estilística de la época, ya que en vez de utilizar los estilos medievalistas habituales entonces –como el neogótico o el neorrománico-, se basa en la tipología basilical romana de naves separadas por columnas con arquerías, posteriormente muy utilizado en la posguerra. En la decoración interior destacan los mosaicos, obra de Lluís Bru. Además de iglesia, el conjunto comprendía un teatro y unas escuelas.